# جيمس تاركوفسكي
جيمس آلان تاركوفسكي (بالإنجليزية: James Allan Tarkowski)‏ (19 نوفمبر 1992 في مانشستر، إنجلترا - ) هو لاعب كرة قدم إنجليزي، يلعب مع نادي إيفرتون في الدوري الإنجليزي الممتاز في مركز الدفاع.

## وصلات خارجية
- جيمس تاركوفسكي على موقع الاتحاد الأوربي (الإنجليزية)
- جيمس تاركوفسكي على موقع قاعدة بيانات كرة القدم.إي يو (الإنجليزية)
- جيمس تاركوفسكي على موقع ليكيب (الفرنسية)
- جيمس تاركوفسكي على موقع ناشيونال فوتبول تيمز (الإنجليزية)
- جيمس تاركوفسكي على موقع Soccerbase.com (لاعب) (الإنجليزية)
- جيمس تاركوفسكي على موقع Soccerway.com (الإنجليزية)
- جيمس تاركوفسكي على موقع عالم كرة القدم.نت (الإنجليزية)
- جيمس تاركوفسكي على موقع AS.com (الإسبانية)